# 増岡登作
増岡 登作（ますおか とうさく、明治24年（1891年）7月8日 - 昭和44年（1969年）10月14日）は、日本の実業家（海軍用達業、土木建築請負業、船具並砂利商）

## 経歴
広島県呉市出身。増岡久吉の長男。父久吉は明治21年（1888年）増岡商店を創設した。
明治39年（1906年）船具類の販売に加えて機械類の販売、建設業を開始。
明治41年（1908年）増岡商店を改組、海軍御用商人となる。当初は海軍へ直接商品を納入する業者として数名の従業員で地道に業務を行なっていたが、登作持ち前の「人に先んじて着想する」という進取の精神とたゆまぬ努力が実を結び、一介の海軍御用商人から軍事関係建設事業にも進出できる基盤を築いた。
大正13年（1924年）川砂利利用に着目し採取、開発を事業化。
昭和15年（1940年）広島県土木工業統制組合理事に就任。昭和18年（1943年）には日本土木建築統制組合中央委員に就任。
終戦後は戦災復興、兵器処理、駐留軍工事に従事した。昭和21年（1946年）、広島トロール漁業社長及び西部砂利取締役に就任し、増岡商店を増岡商事株式会社に改組・改名して社長に就任した。
また呉土建業者協会会長及び呉商工会議所会頭に就任した。昭和22年（1947年）国際倉庫を創設、社長に就任し、広島県商工政治協議会委員長及び日本建設工業会評議員、そして日本建設工業会広島県支部理事に就任した。
昭和23年（1948年）1月26日、株式会社増岡組に改組・改名し社長に就任した。また中国砂利（中国物産の前身）に改組・改名し社長に就任し、呉消防協会会長に就任。昭和24年（1949年）鉄鋼ビルディングを創立し社長に就任した。昭和32年（1957年）小糸電機取締役に就任、昭和37年（1962年）小糸製作所相談役に就任した。

## 人物像
宗教は真宗。

## 叙勲・褒章
- 1952年 - 呉市産業功労者に表彰される[6][4]
- 1960年 - 紺綬褒章を受章[6][4]
- 1963年 - 黄綬褒章を受章[6][4]
- 1969年 - 勲四等瑞宝章を受章[6][4]

## 家族・親族

### 増岡家
（広島県呉市、東京都）
- 父・久吉[2]
- 妻・ツマ（広島、細田正兵衛六女[7]）
- 長男・哲雄[7]

同妻・澄子（広島、岩淵万吉四女）
- 次男・博之[7]（実業家、政治家）

同妻・得子（中国醸造社長白井市郎次女）
同次女・（三菱鉛筆社長・数原英一郎の妻）
- 三男・重昂（増岡組会長）

同長男・隆一（鉄鋼ビルディング・増岡組・ビル管財顧問）
- 四男・健治郎[7]
- 五男・正剛[7]（増岡組社長）

同妻・（元総理大臣鳩山一郎の孫娘）
なお博之の次女は三菱鉛筆社長・数原英一郎に嫁いでおり、隆一の妻は眞崎大和鉛筆（三菱鉛筆の前身）の社長を務めた近藤賢二の曾孫にあたる。
一方、隆一の妻の叔父（近藤賢二の孫にあたる）は三菱地所取締役・岩崎彦弥太（弥太郎の嫡孫で久弥の長男）の三女と結婚している。三菱グループと三菱鉛筆は三菱の名称も使用するロゴマークも同じであるものの一切の資本・人的関係を持たないが、三菱財閥の創業者一族・岩崎家と眞崎大和鉛筆の社長を輩出した近藤家及び三菱鉛筆の現オーナー一族・数原家は増岡組及び鉄鋼ビルディングのオーナー一族である増岡家を通じて姻戚関係を持っている。